# Димитър Нивичанов
Димитър Атанасов Нивичанов или Нивичански е български военен и общественик от Македония.

## Биография
Димитър е роден към края на XIX век в струмишкото село Нивичино, тогава в Османската империя, в семейството на славния местен деец на ВМОРО Атанас Нивички. Нередки гости на баща му са най-видните хора на организацията като Гоце Делчев и Даме Груев. Когато бил дете, веднъж докато бил в селото, Груев го извикал при себе си, съветвал го как да учи добре и му подарил една бяла меджидия, за да си купи учебници и учебни помагала.
Учи във Военното училище в София, което завършва през август 1917 година и след това се включва в Първата световна война като подпоручик. Взводен командир е в Тридесет и деветия пехотен солунски полк. За отличия и заслуги през третия период на войната е награден с военен орден „За храброст“, IV степен. Произведен е в поручик и влиза в запаса.
Активен е сред македонската емиграция в България. Членува в Струмишкото братство. На общо събрание на 1 февруари 1925 година е избран за секретар-касиер в настоятелството на братството.
По време на българското управление в Македония, през 1941 година полицейски комендант Димитър Нивичански е назначен за началник на новооткритото полицейско училище в град Сяр. Към 1943 година е областен полицейски началник на Битолската област.
През 1975 година пише биография на баща си, в която е поместено и негово писмо до Македонската академия на науките и изкуствата, в което изразява разочарованието си от състоянието на семейната си къща и иска тя да бъде превърната в музей, заявявайки, че селото „може да прерасне в чудесно място за почивка на работници от Струмица и Струмишко“. В писмото пише, че има и по-подробна биография на баща си.